# Miguel de Irazusta

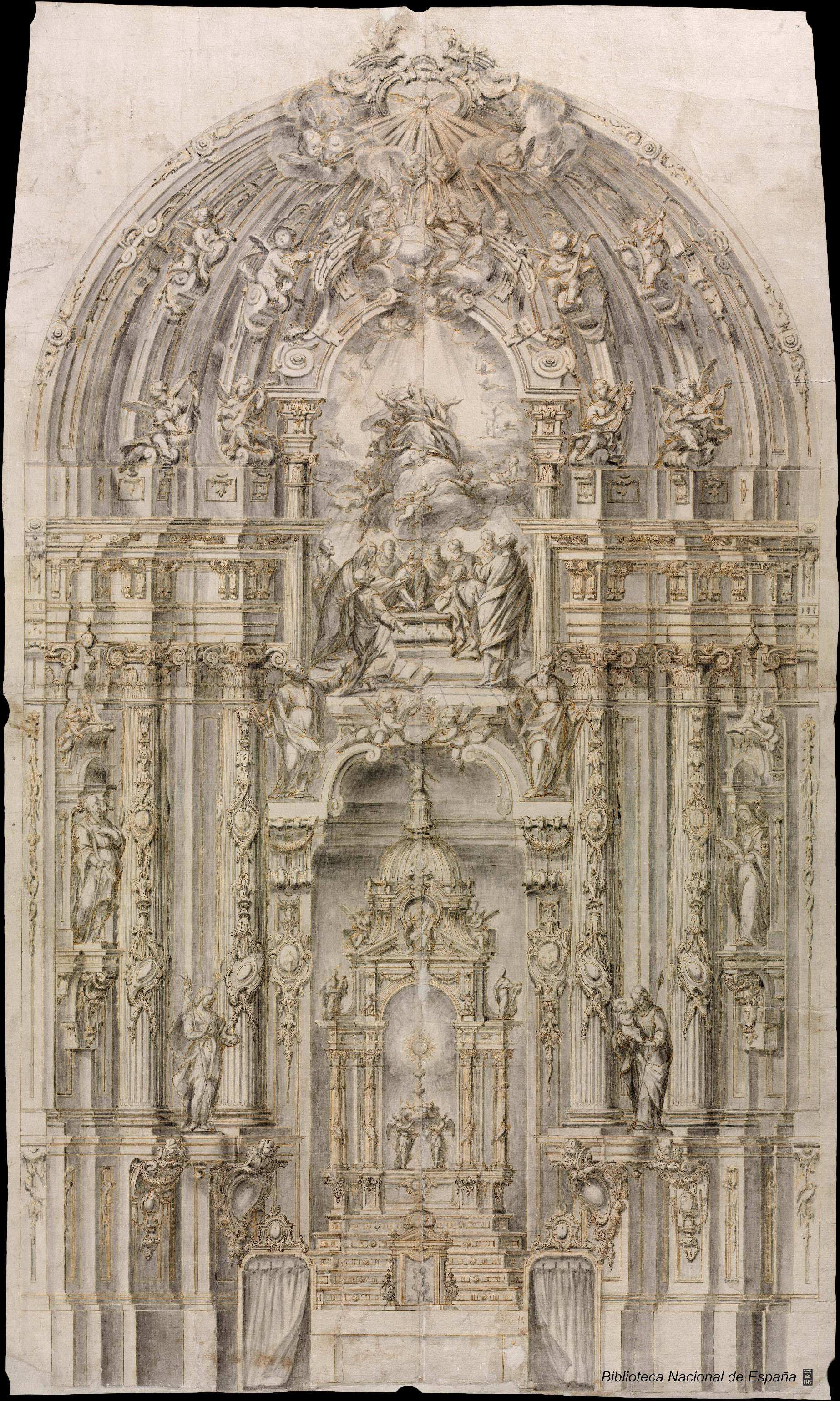
Proyecto para el retablo mayor de la Iglesia Parroquial de Nuestra Señora de la Asunción de Segura (Guipúzcoa), 1743. Dibujo a pluma y pincel en tinta china y aguada parda y gris sobre papel amarillento verjurado. Biblioteca Nacional de España.

Miguel de Irazusta (Alquiza, 1665-Vergara, 1743) fue un arquitecto y ensamblador. 
Nacido en Alquiza (Guipúzcoa), de familia hidalga, debió de formarse en Madrid en la órbita de los Churriguera. Trabajó para el Palacio Real y alguna vez firmó diciéndose arquitecto del rey. En 1727 se le encargaron las estanterías de la Biblioteca de Palacio y dos relieves sobre madera con las efigies en tondo de Felipe V e Isabel de Farnesio, ahora conservados en el Museo Arqueológico Nacional, dados de blanco —fingiendo mármol— y con marcos dorados, que son los colores empleados también en las estanterías.
En 1736 proporcionó las trazas para el retablo mayor de la iglesia parroquial de Santa Marina de Oxirondo en Vergara, en su Guipúzcoa natal, en el que comenzará a trabajar tres años más tarde. Deudor del estilo churrigueresco, con él se introduce en el País Vasco el modelo de retablo rococó, de predominio arquitectónico, cuerpo único sobre un gran banco, columnas salomónicas y perfil mixtilíneo rematado por un cascarón. Además de dar las trazas y de encargarse de su construcción Irazusta se comprometió por contrato a buscar en Madrid quien se encargase de las esculturas, que debió de encomendar —aunque en el contrato no figure su nombre— a Luis Salvador Carmona, a quien estilísticamente corresponden, dándose por acabado —aunque quedó sin policromar— en 1742, cuando Ignacio Ibero hizo la tasación, alabando la obra. Suyas son también las trazas de los retablos de la iglesia de San Miguel de Idiazábal y de la parroquial de Olaberría.
El retablo mayor de la iglesia parroquial de Nuestra Señora de la Asunción de Segura (Guipúzcoa), encargado por Martín de Lardizábal y Elorza, del Consejo de Indias y comandante general de Caracas, nacido en Segura, fue contratado el 22 de junio de 1743, ya muerto Irazusta, por Diego Martínez de Arce, su oficial, que siguió en su ejecución el proyecto presentado por Irazusta, del que se conserva un dibujo detallado y de notables dimensiones (60 x 95,5 cm) en la Biblioteca Nacional de España. Aquí también, como en Vergara e Idiazábal, el grupo escultórico de la Asunción sobre el monumental expositor en forma de templete corresponde a Luis Salvador Carmona, tal como se hacía constar en el documento de entrega de la obra.
Al ser su localidad natal declarada villa por Felipe V en 1731 se convirtió en el primer alcalde de la misma.